# Ernst Kaltenbrunner

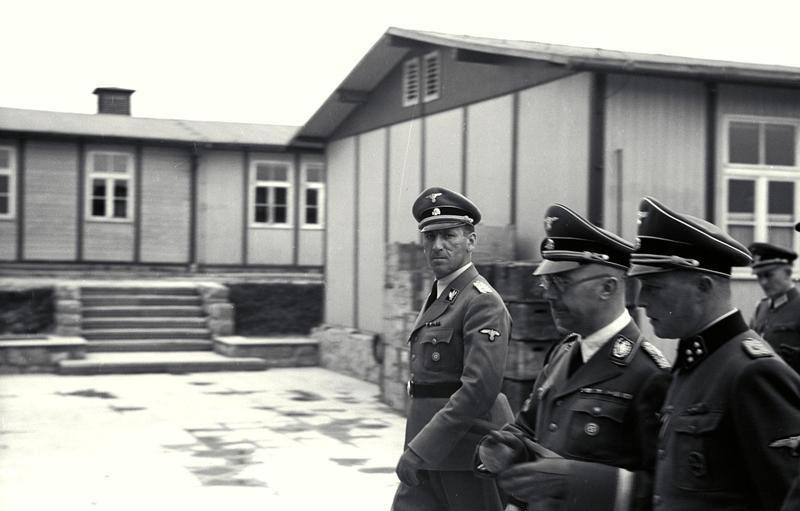
Ernst Kaltenbrunner (längst till vänster) besöker koncentrationslägret Mauthausen i augusti 1941. Bredvid denne Heinrich Himmler och lägrets kommendant Franz Ziereis.

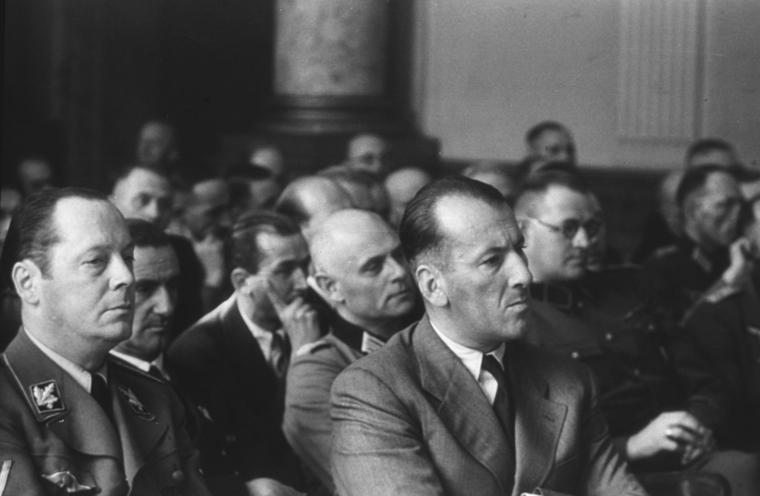
Ernst Kaltenbrunner som åhörare vid rättegången mot de delaktiga vid 20 juli-attentatet.

Ernst Kaltenbrunner, född 4 oktober 1903 i Ried am Inn, död 16 oktober 1946 i Nürnberg, var en österrikisk promoverad jurist och SS-Obergruppenführer. Han var chef för Reichssicherheitshauptamt (RSHA), Tredje rikets säkerhets- och underrättelseministerium, och Interpol från 1943 till 1945. Kaltenbrunner var ledamot av Tyska riksdagen från januari 1939 till den 8 maj 1945. 
Vid Nürnbergprocessen 1945–1946 var Kaltenbrunner högste representant för SS. Han befanns vara skyldig till krigsförbrytelser och brott mot mänskligheten, dömdes till döden och avrättades genom hängning.

## Biografi
Kaltenbrunner hade innehaft diverse tillfälliga arbeten, innan han av fadern Hugo Kaltenbrunner (1875–1938), en framstående advokat, uppmanades att börja studera juridik. Kaltenbrunner blev juris doktor 1926 i Graz, arbetade till 1927 som biträdande jurist och sedan till 1928 som advokat i Linz, för att sedan bestämma sig för politiken. 1930 gick han med i det österrikiska nazistpartiet och blev regementschef i österrikiska SS 1933. 1934 anklagades han och dömdes för att ha konspirerat mot förbundskanslern Engelbert Dollfuss. Han dömdes till sex månader som avtjänades på fängelset Kaisersteinbruch. Därtill dömdes Kaltenbrunner till uteslutning ur österrikiska advokatsamfundet. Han fängslades åter under en period 1935, och blev detta år chef för hela det österrikiska SS.
Kaltenbrunner verkade ivrigt för Anschluss, Österrikes anslutning till Nazityskland. När annekteringen blev verklighet i mars 1938, belönades han för visad lojalitet och utnämndes till säkerhetschef i Österrike med titeln SS-Gruppenführer. 
I slutet av maj 1942 förövade tjeckiska motståndsmän ett attentat mot den tyske riksprotektorn i Böhmen-Mähren, Reinhard Heydrich, som avled efter en dryg vecka. Himmler tog efter mordet på Heydrich över chefskapet för RSHA, innan Kaltenbrunner den 30 januari 1943 utsågs till dess chef; han fick därmed befälet över 50 000 anställda i Gestapo samt SD (från juni 1942) och Sipo. Därtill blev han högste ansvarig för Einsatzgruppen.
Under Kaltenbrunners tid som chef för RSHA fortsatte Gestapo och Sicherheitsdienst att terrorisera befolkningen i ockuperade länder med mord och förföljelser. Kaltenbrunner gav order om tortyr och frihetsberövanden. I oktober 1944 dödades den tyske generallöjtnanten Fritz von Brodowski i fransk krigsfångenskap. Adolf Hitler krävde då vedergällning och valet föll på general Gustave Mesny. Ordern förmedlades av Kaltenbrunner.

### Nürnbergprocessen
Efter andra världskrigets slut åtalades Kaltenbrunner vid Nürnbergprocessen 1945-1946 som högste överlevande representant för SS. Rättsförhandlingarna inleddes den 20 november 1945, men eftersom Kaltenbrunner drabbades av en hjärnblödning, kunde han inte infinna sig i rättssalen förrän den 10 december. Han förklarade sig då "icke skyldig" enligt anklagelseakten.
Bevisningen mot Kaltenbrunner var omfattande och den brittiska dagstidningen The Times skrev den 12 april 1946: "Förmodligen har ingen människa tidigare anklagats för mer avskyvärda brott." Åklagarsidan konfronterade honom med hans egenhändigt signerade avrättningsorder samt fotografier av honom vid ett besök i koncentrationslägret Mauthausen. Kaltenbrunner hävdade, att allt detta var förfalskningar. 
Kaltenbrunner sade sig endast ha varit ett obetydligt verktyg i alla förbrytelser som hade begåtts. När han utsågs till chef för RSHA skulle det ha funnits en informell överenskommelse, enligt vilken Kaltenbrunner skulle koncentrera sig på kontraspionage, medan Himmler själv skulle bibehålla kontrollen över den inhemska repressionen. Ett av de vittnen som hördes för försvarets räkning var den forne lägerkommendanten i Auschwitz, Rudolf Höss. Som vittne friade Höss Kaltenbrunner från skuld ifråga om judeutrotningen. Domstolen påpekade dock i sitt utslag, att brotten i Auschwitz hade förövats under överinseende av RSHA, och att Kaltenbrunner enligt bildbevisning personligen besökt Mauthausen i sällskap med Himmler.
Kaltenbrunner befanns vara skyldig till krigsförbrytelser och brott mot mänskligheten, men friades från anklagelser om planerande av anfallskrig. Domstolen konstaterade att han i egenskap av högste ansvarig för koncentrationslägren var ansvarig för 4 miljoner judars död och i egenskap av högste ansvarig för Einsatzgruppen hade ytterligare 2 miljoner judars död på sitt samvete. Han dömdes till döden och avrättades genom hängning i Nürnbergfängelsets gymnastiksal natten till den 16 oktober 1946. Vid galgen yttrade han: 
| ” | Jag har älskat mitt tyska folk och mitt fädernesland med ett varmt hjärta. Jag har gjort min plikt i enlighet med mitt lands lagar, och jag beklagar att mitt tyska folk denna gång inte leddes av militärer och att det begicks brott, om vilka jag inte äger någon kännedom. Lycka till, Tyskland! | „ |

Efter avrättningen fotograferades Kaltenbrunners döda kropp. Senare samma dag transporterades hans kropp jämte de andra avrättades samt Görings till ett hus vid Heilmanstrasse i München-Solln, som amerikanska armén hade använt som bårhus. Allierade myndigheter inspekterade kropparna, varefter dessa kremerades. Askan ströddes i den närbelägna bäcken Conwentzbach, ett biflöde till Isar.

## Familj
Kaltenbrunner gifte sig den 14 januari 1934 med Elisabeth Eder (1908-2002). Paret fick tre barn: Hansjörg (1935–2007), Gertrud (född 1937) och Barbara (född 1944). Med älskarinnan Gisela Gräfin von Westarp (1920–1983) fick han tvillingarna Ursula och Wolfgang (födda mars 1945).

## Samtal med Goldensohn
Den amerikanske psykiatern Leon Goldensohn (1911–1961) utsågs till fängelsepsykiater i Nürnberg efter andra världskrigets slut. Från januari till juli 1946 övervakade han den psykiska hälsan hos de 21 män som stod åtalade inför den internationella militärtribunalen. Han noterade även deras kroppsliga besvär. Goldensohn intervjuade även några av åklagarsidans och försvarets vittnen. Goldensohn beskriver Kaltenbrunner:
| ” | Hans sätt är återhållsamt, rösten mjuk och välmodulerad och jag fick intrycket att han försökte förmedla en annan bild av sin person än den vildsinte polischef och efterträdare till Himmler som det skrivits om i pressen. Under alla omständigheter verkade mildheten, lugnet och den kontrollerade artigheten mycket väl kunna tyda på en förmåga till hård och skrupellös handling i annan miljö. | „ |

## Befordringshistorik
Ernst Kaltenbrunners befordringshistorik
- Sturmhauptführer: 25 september 1932 (Efter de långa knivarnas natt 1934 fick graden benämningen Hauptsturmführer.)
- Standartenführer: 20 april 1936
- Oberführer: 20 april 1937
- Brigadeführer: 12 mars 1938
- Gruppenführer: 11 september 1938
- Generallöjtnant i polisen: 1 april 1941
- Obergruppenführer och general i polisen: 21 juni 1943
- General i Waffen-SS: 1 december 1944

## Utmärkelser
Ernst Kaltenbrunners utmärkelser
- Krigsförtjänstkorsets riddarkors med svärd: 15 november 1944
- Tyska korset i silver: 22 oktober 1943
- Krigsförtjänstkorset av första klassen med svärd: 30 januari 1943
- Krigsförtjänstkorset av andra klassen med svärd
- Anschlussmedaljen (Medaille zur Erinnerung an den 13. März 1938)
- Sudetenlandmedaljen (Medaille zur Erinnerung an den 1. Oktober 1938)
- Pragspännet (Spange "Prager Burg")
- NSDAP:s partitecken i guld: 30 januari 1939
- Blodsorden: 6 maj 1942
- NSDAP:s tjänsteutmärkelse i silver
- NSDAP:s tjänsteutmärkelse i brons
- SS tjänsteutmärkelse
- SS Hederssvärd
- SS-Ehrenring (Totenkopfring)